# Не стучи дважды
«Не стучи дважды» (англ. Don't Knock Twice) — британский фильм ужасов, основанный на городской легенде о ведьме. Премьера фильма состоялась на кинофестивале «Рейнданс» 29 сентября 2016 года. В России фильм вышел 12 января 2017 года.

## Сюжет
Джесс, успешный скульптор, долгое время страдала от наркотической зависимости и не могла заботиться о собственной шестилетней дочери. Теперь она хочет вернуть уже взрослую дочь из приюта, предлагая ей переехать жить к ней с её мужем, богатым адвокатом по имени Бен. Хлоя резко отказывается от предложения. В ту же ночь она гуляет вместе со своим парнем Дэнни у дома, где когда-то жила ведьма из их детства. Теперь дом окружен страшными легендами: дважды постучать в его дверь и уйти - значит разбудить ведьму и стать её жертвой, рано или поздно она придёт за тобой. По возвращении домой к Дэнни является демоническая сущность. Хлоя общается с Дэнни по ноутбуку, но его это не спасает, Дэнни уносит невидимая сила. Когда демонический дух приходит и к Хлое, она в ужасе решает уехать к матери в особняк. Хлоя настроена к матери враждебно и не планирует оставаться у неё надолго. Но Джесс полна серьёзных намерений вернуть расположение дочери. В особняке Хлою начинают преследовать странные события. А Джесс во сне видит самоубийство пожилой женщины. Хлоя узнает в ней Мэри Аминов и рассказывает Джесс о престарелой соседке, которую обвиняли в похищениях детей и которую в детстве они считали ведьмой. Джесс не относится к этому слишком серьёзно, но пришедшая модель Тира, увидев Хлою, быстро уходит, утверждая, что вокруг девушки сгустилась тьма. Теперь Хлоя верит, что это Баба-яга преследует её, Джесс же думает иначе. Тем не менее им предстоит вместе ступить за порог реального мира, чтобы открыть страшную правду городской легенды.

## В ролях
| Актёр                | Роль             |
| -------------------- | ---------------- |
| Кэти Сакхофф         | Джесс            |
| Люси Бойнтон         | Хлоя             |
| Хавьер Ботет         | Демон            |
| Ник Моран            | Детектив Бордман |
| Джордан Болджер      | Дэнни            |
| Пунех Хаджимохаммади | Тира             |
| Ричард Милан         | Бен              |
| Каллум Гриффитс      | Майкл            |
| Аня Марсон           | Мэри Аминов      |

## Критика
«Не стучи дважды» получил смешанные и негативные отзывы. На сайте Rotten Tomatoes пользователи дали ему 28 % положительных отзывов при средней оценке 5.2/10.